# Radio Târgu Mureș
Radio Târgu Mureș is een regionaal publiek radiostation in Roemenië dat uitzendt in de districten Mureș, Harghita, Covasna en Brasov. Het maakt onderdeel uit van de Nationale Roemeense publieke radio; Radio România. De zender heeft een eigen gebouw in Târgu Mureș.
De zender bestaat uit twee afdelingen, de Roemeenstalige zender en de zender van de minderheden die zich voornamelijk richt op de Hongaarstaligen in het Szeklerland en daarnaast op Duitstaligen en Roma. De Hongaarstalige zender staat bekend onder de naam Marosvásárhelyi Rádió.

## Geschiedenis
Het radiostation begon met uitzenden in 1958 met een dagelijks programma van 45 minuten. Hiervan waren er 30 minuten in het Roemeens en 15 minuten in het Hongaars. In 1968 groeide het naar 2 uren per dag. In 1984-85 was er sprake van 3 uur per dag. In 1985 sloten alle regionale zenders in Roemenië na een besluit van de communistische regering.
In 1989 werd de zender weer tot leven gewekt na de omwentelingen in Roemenië. De zender groeide en kon dagelijks een programma van 5 uur samenstellen. In 2001 groeide het tot 7 uur per dag.
In 2013 werd bij het 55 jarig bestaan het aantal uitzenduren uitgebreid, verder werd een splitsing naar twee zenders doorgevoerd, een Hongaarstalig kanaal met 15 uur per dag (en daarnaast nog een uur Duitstalig en een uur in de taal van de Roma) en een Roemeenstalig kanaal.
Tegenwoordig zenden beide kanalen 24 uur per dag uit.
Zusterzender is Antena Brașovului die vanuit de stad Brașov het programma van Radio Târgu Mureș doorgeeft en in twee blokken in de ochtend en avond een eigen regionaal nieuws, cultuur en sportprogramma.